# 피타고라스 콤마

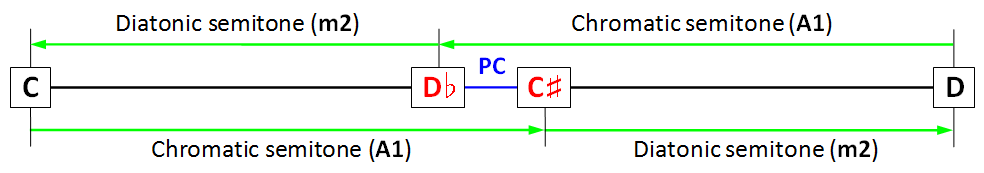
피타고라스 음률에서 반음(A1 - m2)의 차이로 또는 이명동음 (D♭ ~ C♯)일 때, 피타고라스 콤마이다.

음악 조율에서 피타고라스 콤마(영어: Pythagorean comma)는 피타고라스 음률상의 이명동음 사이의 작은 간격을 나타낸다. 그 예로는 C와 B♯ (듣기 (도움말·정보)), C♯와 D♭가 있다. 이는 주파수 비율 {\displaystyle {\dfrac {(1.5)^{12}}{2^{7}}}={\dfrac {531441}{524288}}\approx 1.01364} 혹은 반음의 4분의 1에 달하는 약 23.46센트와 같다.
피타고라스 콤마는 피타고라스의 온음계 반음과 피타고라스 반음계 반음 사이의 차이로서 정의 될 수 있다. 또는 열두 순정률 순오도(纯五度)와 일곱 옥타브의 차이, 또는 3개의 피타고라스 디톤과 1 옥타브의 차이(피타고라스 콤마를 이조 콤마라고도 하는 이유)로 정의된다.